# Mimorista
Mimorista és un gènere d'arnes de la família Crambidae descrit per William Warren el 1890.

## Taxonomia
- Mimorista botydalis (Guenée, 1854)
- Mimorista brunneoflavalis (Hampson, 1913)
- Mimorista citronalis (Hampson, 1913)
- Mimorista citrostictalis (Hampson, 1913)
- Mimorista costistictalis (Hampson, 1918)
- Mimorista diopalis (Hampson, 1913)
- Mimorista jamaicalis (Haimbach, 1915)
- Mimorista leucoplacalis (Hampson, 1918)
- Mimorista marginalis Warren, 1896
- Mimorista matronulalis (Möschler, 1886)
- Mimorista subcostalis (Hampson, 1913)
- Mimorista trimaculalis (Grote, 1878)
- Mimorista trisemalis (Dognin, 1910)
- Mimorista tristigmalis (Hampson, 1899)
- Mimorista villicalis (Möschler, 1886)